# Dőry Etelka
Jobaházi Dőry Etelka (Zomba, 1861. december 7. – Dombóvár, 1944. augusztus 13.) birtokos, a Dőry Konzervgyár alapítója és elnöke, a neves Dőry család sarja.

## Élete

A jobaházi Dőry család címere

Dőry Gyula (1828–1878) királyi kamarás és gróf Kornis Anna (1834–1876) csillagkeresztes hölgy leányaként született, ő volt a sorban az ötödik gyermek. Főúri kisasszonyoknak kijáró nevelésben részesült, egy előkelő bécsi leánynevelő intézetben tanult. Tehetségesen zongorázott, lovagolt, különböző sportágakban próbálta ki magát, teniszversenyen még díjat is nyert. Tanulmányai befejeztével a család tüskepusztai birtokára került. Először csak kedvtelésből kandírozott gyümölcsöket kezdett készíteni. 1883-ban létrehozott egy kis üzemet, így már barátai és ismeretségi köre is megkóstolhatta befőtteit, lekvárait. 1911-ben kezdeményezte a Dombóvári Gazdasági Vasút egyik elődjének, a birtokait érintő és azokat kiszolgáló 760 mm-es nyomtávú lórévasút építését. Sikerein felbuzdulva 1912-ben a családi kisüzemet egy később 100 főt foglalkoztató gyár, a Dőry Konzervgyár váltotta fel, ahova igazgatónak unokatestvérét, Dőry Jenőt kérte fel. Bécsbe, a Nemzeti Kaszinónak, valamint a fővárosba szállítottak konzerveket. Gyártmányai nemcsak Magyarországon és Ausztriában, hanem Angliában és Dél-Amerikában is ismertek és keresettek voltak. A termelés nagyarányú felfutása mögött a Dőry család kapcsolatrendszere és katonai megrendelések is álltak. Az 1930-as években a nyári és őszi idényben a gyár akár 350-600 főt is alkalmazott. Etelka annyira ismert volt konyhai tudományáról, hogy 1933-ban még szakácskönyvet is kiadott Eti tanti szakácskönyve címmel. 1938-ban a Dőry Konzervgyár elnökeként kifejtett tevékenysége elismeréséül legfelsőbb elismerésben részesült.
Családja nem maradt, soha nem ment férjhez.
A Dőry Konzervgyárat 1948-ban népgazdasági okokból leállították, majd a gépeket leszerelték és elszállították. Az üresen maradt épületeket később a honvédség vette át. A Gyár utcai raktárbázis a 2010-es években a helyi önkormányzat kezdeményezésére szociális és szabadidős központként éledt újjá.